# Singulet
La notion de « singulet » prend un sens différent selon qu'on l'utilise dans le domaine de la physique ou de la chimie. 

## Dans le domaine de la physique
En physique théorique, un singulet peut faire référence à 
- une représentation uni-dimensionnelle (par exemple une particule dont le spin disparaît).
- deux ou plusieurs particules corrélées de telle façon que le moment angulaire total de l'état soit égal à zéro.

En physique atomique, les singulets sont fréquemment présentés comme l'une des deux façons de combiner le spin de deux électrons, l'autre étant le triplet. 

Le produit de deux représentations de doublets peut être décomposé comme étant la somme de la représentation d'un triplet et de la représentation triviale, un singulet. 

De façon plus prosaïque, une paire d'électrons de spin ½ peut être combinée de façon à aboutir à un état total de spin 1 ou de spin 0.
La forme singulet d'une paire d'électrons lui donne beaucoup de particularités. Elle joue un rôle essentiel dans le paradoxe EPR et la corrélation quantique.

## Dans le domaine de la chimie
En chimie quantique, un atome ou une molécule est dite dans un « état singulet de spin électronique » si tous ses électrons sont appariés. 
Le terme singulet peut s'appliquer :
- au spin électronique (étudié par Résonance paramagnétique électronique, ou RPE)
- au spin nucléaire (étudié par Résonance magnétique nucléaire, ou RMN).

Ces techniques spectroscopiques sont utilisées pour comprendre la structure des espèces chimiques. Les systèmes étant dans un état singulet (spin nul) de spin nucléaire ou électronique ne répondent pas respectivement en RMN et en RPE. 
Par exemple, les molécules organiques qui ne sont pas des radicaux ont un spin électronique S=0 et ne répondent pas en RPE. 
De même, certains isotopes comme le carbone 12 ont un spin nucléaire I=0 et ne répondent pas en RMN.